# Powiat Starachowicki
Der Powiat Starachowicki ist ein Powiat (Kreis) in der polnischen Woiwodschaft Heiligkreuz. Der Powiat hat eine Fläche von 523,27 km², auf der etwa 94.000 Einwohner leben (Stand: 2012).

## Gemeinden
Der Powiat umfasst fünf Gemeinden, davon eine Stadtgemeinde, eine Stadt-und-Land-Gemeinde und drei Landgemeinden.

### Stadtgemeinde
- Starachowice

### Stadt-und-Land-Gemeinde
- Wąchock

### Landgemeinden
- Brody
- Mirzec
- Pawłów